# 2003年大西洋飓风季
2003年大西洋飓风季是一次较为活跃的大西洋飓风季，其正式期限前后都有热带天气活动，这在超过半个世纪里还是头一遭。全季共形成21个热带低气压，其中16个达到热带风暴强度并获命名，7场达到飓风标准，3场成为大型飓风。截至2014年，这仍然是有纪录以来第8活跃的大西洋飓风季。飓风伊莎贝尔在小安的列斯群岛东北方向海域达到萨菲尔-辛普森飓风等级下的五级强度标准，是本季的最强飓风。伊莎贝尔之后以二级飓风强度吹袭北卡罗莱纳州，对美国多个州构成严重影响，一共造成价值36亿美元（2003年美元，相当于如今的59.6億美元）的巨额损失，还夺走了51人的生命。
4月20日，亚热带风暴安娜提前拉开本季序幕，飓风季还要到1个多月后的6月1日才正式开始，同年11月30日结束，传统上这样的日期界定了一年中绝大多数热带气旋在大西洋盆地形成和发展的时间段。9月上旬，飓风费边以三级强度袭击百慕大，是1926年以来对该岛造成破坏最严重的飓风，导致4人死亡，损失达3亿美元（2003年美元，相当于如今的4.97億美元）。飓风胡安以二级飓风强度对新斯科舍、特别是哈利法克斯构成重创，是1893年以来第一个吹袭该省的飓风。飓风季结束后，伊莎贝尔、费边和胡安3个名称都因风暴造成的严重破坏而退役，今后永远都不会再在北大西洋热带气旋命名时采用。此外，飓风克劳德特和飓风埃里卡均以飓风强度的最低标准先后袭击德克萨斯州和墨西哥。

## 季节预报

### 季前展望
5月19日，美国国家海洋和大气管理局在飓风季正式开始前预测，本季的活跃程度有55%的可能会高于正常水平。预计全季会形成11至15场热带风暴，其中6至9场达到飓风标准，2至4场成为大型飓风。这一预测主要是基于拉尼娜现象很可能在飓风季期间发展。
4月4日，科罗拉多州立大学飓风专家威廉·M·格雷博士领导的团队预测，2003年大西洋飓风季会有12场获得命名的风暴，其中8场达到飓风强度，3场成为大型飓风。5月30日，格雷再度发布预测，数据与之前差别不大，仅将命名风暴数提高到14。6月1日前，大西洋的天气格局与之前多年类似，其中又以1952、1954、1964、1966和1998年相似程度最高。格雷的预测中还认为，有68%的可能本季会有至少一场飓风登陆美国。

### 季中展望
8月6日，格雷博士宣布维持自己之前的预测，虽然飓风季开局较早，并且前期也很活跃，但由于大西洋上空接下来的气候条件会不利于热带天气系统发展，本季余下来的时间里活跃程度只会略高于平均值。次日，美国国家海洋和大气管理局也更新了预测结果，认为全季活跃程度高于正常水平的可能性有60%，会形成12至15场获得命名的风暴，其中7至9场成为飓风，3至4场达到大型飓风标准。
根据美国国家海洋和大气管理局的定义，正常情况下，每个大西洋飓风季会形成6至14场获得命名的风暴，其中4至8场达到飓风强度，1至3场成为大型飓风。

## 风暴

### 4至7月

4月22日的热带风暴安娜，飓风季还要1个多月后才正式开始。

2003年6月1日，2003年大西洋飓风季正式开始，但早在1个多月前，亚热带风暴安娜就已于4月20日形成，提前拉开本季序幕。次日，安娜转变成热带气旋，成为有纪录以来在4月形成的第一场大西洋热带风暴。风暴激起的大浪和离岸流在佛罗里达州导致两人丧生。
飓风季正式开始后，美国国家飓风中心也开始发布5日预报，将1964年起发布的3日预告延长两天。从机构过去两年飓风季的测试结果来看，新的5日预报准确程度可以与15年前的3日预报相提并论。本季早期的热带天气活动非常活跃，远远高于长期气候水平，到7月结束时已经形成7个热带低气压。
飓风季开始后的第一周里，就有东风波离开非洲海岸，于6月11日发展成第二号热带低气压，但由于外界环境不利，系统经过不到24小时的发展就已完全消散。
到6月底时，本季第3个热带低气压已在尤卡坦半岛附近发展形成，系统向北移动，增强成热带风暴比尔后于6月30日吹袭路易斯安那州南部沿海。美国南部普遍有中等程度降水，还出现龙卷风爆发，经济损失共计有3000万美元（2003年美元，相当于如今的4969萬美元）。

热带风暴克劳德特登陆德克萨斯州

7月8日，加勒比海有一股组织结构良好的东风波发展成热带风暴克劳德特。风暴强度在穿越该海域期间有所波动，达到飓风强度后又减弱成热带风暴并袭击尤卡坦半岛。克劳德特之后再度强化成飓风，于7月15日吹袭德克萨斯州东南部，直接造成1人死亡，间接引起2人遇难，经济损失达1.8亿美元（2003年美元，相当于如今的2.98億美元）。
7月16日，百慕大以东较远距离洋面的一股东风波发展成飓风丹尼。系统围绕反气旋移动，并在此期间得以增强，之后达到飓风强度的海域纬度比有纪录以来7月的其它任何北大西洋热带气旋都要高。丹尼转向东进并消散，存在期间没有对陆地构成影响。
7月19日，第六号热带低气压在热带大西洋发展形成，美国国家飓风中心起初预计系统会达到飓风标准。但气旋实际上快速向西移动，于7月21日在小安的列斯群岛附近退化成开放式东风波。

催生第六号热带低气压的东风波在更为偏北的海域发展出对流区，于7月25日在佛罗里达州近海组织成第七号热带低气压。系统未能得到显著发展，以热带低气压强度登陆喬治亞州后于7月27日逐渐消散。

### 8月

飓风费边逼近百慕大

经过短暂的沉寂，一股向西移动的热带扰动在佛罗里达州附近组织，于8月14日在墨西哥湾发展成飓风埃里卡。风暴快速穿越该海域，于8月17日以飓风强度登陆墨西哥塔毛利帕斯州。飓风引发的洪灾导致墨西哥两人溺亡，德克萨斯州南部也受到轻度破坏。
8月21日，一股东风波在加勒比海东部发展成第九号热带低气压。气象机构起初预计系统会增强成强烈热带风暴，但因受到强烈的风切变影响，低气压于8月22日消散。
飓风费边源于8月27日位于热带大西洋的一股东风波。系统环绕副热带高压脊向西北偏西方向移动，由于外界环境有利而稳步增强，于9月1日达到持续风速每小时230公里的最高强度。费边转向北上并逐渐减弱，于9月5日以大型飓风强度从百慕大以西近海掠过。9月8日，风暴转变成温带气旋，在此前一共造成百慕大4人丧生，经济损失达3亿美元（2003年美元，相当于如今的4.97億），是近80年来对该国破坏最严重的飓风。此外，风暴产生的大浪还致使北卡罗莱纳州一名冲浪者死亡，纽芬兰另有3位渔民遇难。
8月30日，墨西哥湾有一股热带扰动组织成热带风暴格雷斯，由于附近的上层低气压产生不利于系统发展的风切变，风暴无法得到显著增强，并延德克萨斯州海岸登陆。气旋给美国南部大部分地区带去中等程度降水，除此以外没有造成人员伤亡和显著破坏。

### 9月

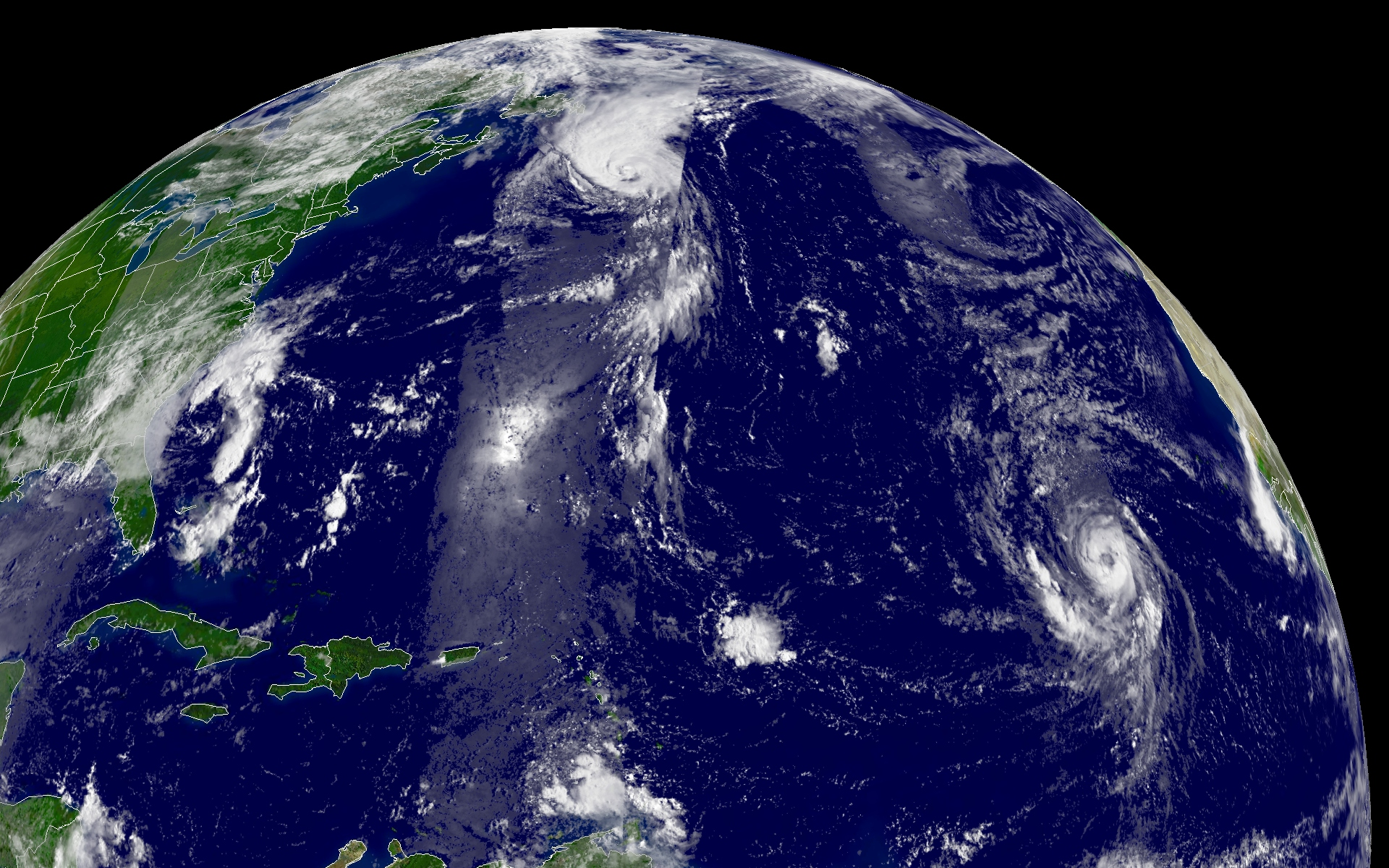
9月7日，热带风暴亨利、飓风费边和飓风伊莎贝尔同时在大西洋上空发展。

热带风暴亨利于9月3日在墨西哥湾形成，经过佛罗里达州中部期间没有造成严重破坏和洪灾。9月8日，气旋退化成残留低气压区，给中大西洋地区带去倾盆大雨。风暴残留引发的洪灾导致价值约1960万美元（2003年美元，相当于如今的3246萬美元）破坏，并且灾情还在短短一周后因飓风伊莎贝尔而严重加剧。
飓风伊莎贝尔由9月6日位于热带大西洋的一股东风波发展形成。由于外界环境有利，系统在向西北偏西方向移动期间逐渐增强，于9月11日达到持续风力时速270公里的最高强度，成为本季的最强风暴。经过4天的强度波动，飓风有大幅减弱，以萨菲尔-辛普森飓风等级下的二级飓风强度袭击北卡罗莱纳州。美國東岸多个州和加拿大的一个省受到重创，共有51人丧生，经济损失高达36亿美元（2003年美元，相当于如今的59.6億美元）。
9月8日，第十四号热带低气压在非洲近海形成，受上层低气压影响，系统发展受阻并转朝西北偏北方向移动。低气压持续的时间较为短暂，于9月10日从佛得角群岛附近洋面经过后消散。
9月24日，百慕大东南方向海域发展出热带低气压，并在向北移动的过程中迅速强化成飓风胡安。风暴加速北上，其强度在此期间基本保持稳定，于9月29日以风力时速160公里强度吹袭新斯科舍的哈利法克斯。这场飓风一共夺走8条人命，还造成价值1.5亿美元（2003年美元，相当于如今的2.48億美元）的破坏，被认为是哈利法克斯现代史上破坏最严重的飓风之一。
9月25日，一股东风波催生出热带低气压。低气压向西北方向移动，之后转向东北并发展成飓风凯特。飓风接下来向西大幅转向，达到大型飓风强度于转向北上，于10月7日转变成温带气旋，自始至终没有对陆地构成显著影响。飓风凯特是本季唯一一场没有对陆地构成影响的大型飓风。

### 10至12月

即将达到最高强度的热带风暴彼得

9月30日，坎佩切湾形成温带风暴，然后基本没有移动，于10月1日转变成热带风暴拉里。风暴向南飘移，达到持续风速每小时100公里的最高强度后沿墨西哥塔巴斯科州上岸。拉里一共造成墨西哥5人死亡，还引发暴雨和多场泥石流。
10月10日，多明尼加共和国东北海岸近海有热带扰动组织成热带风暴明迪。系统向西北方向移动，给大安的列斯群岛大范围地区带去小到中雨，然后急剧向东转向，最终于10月14日消散。
10月13日，一股东风波在热带大西洋发展成热带风暴尼古拉斯。气旋增强至接近飓风强度标准后逐渐减弱并转向北上，之后又转朝西北方向移动。10月24日，尼古拉斯转变成温带低气压，接下来其前进方向形成反气旋环路，然后继续蜿蜒行进，于11月1日被百慕大西南方向一股不具备热带天气系统特征的低气压吸收。
11月初，之前吸收热带风暴尼古拉斯的天气系统向西穿越大西洋，并在即将发展成亚热带气旋后穿越佛罗里达州，于11月5日逐渐消散。
2003年11月30日，飓风季正式结束，但到了12月4日，哥伦比亚西北方向洋面又有热带扰动发展成热带风暴奥德特，成为继1822年的一场飓风后加勒比海在12月形成的第一场热带风暴。
12月7日，本季最后一场风暴热带风暴彼得在东大西洋形成。系统增强至接近飓风标准，但很快就因风切变增多而急剧减弱，于12月11日消散。

## 影响与纪录

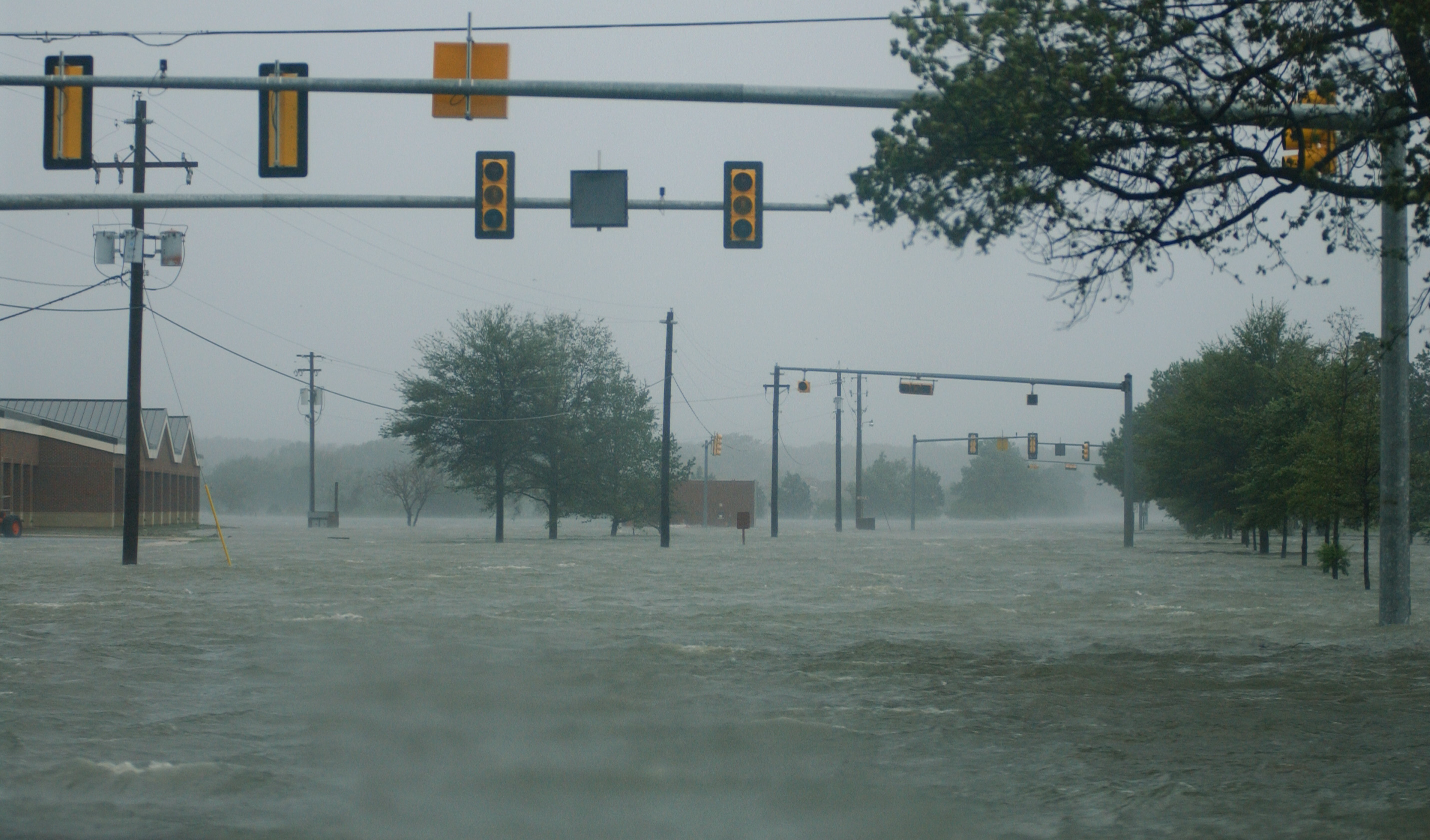
飓风伊莎贝尔引发的洪灾

2003年大西洋飓风季形成的所有热带气旋中没有任何一个对南美和中美洲构成严重影响。不过，这年有8个热带气旋从大西洋或太平洋登陆墨西哥，是继1971年创纪录的9个以来以来最高的一年。该国共有9人在这年因大西洋热带气旋丧生。加勒比大部分地区也没有因本季产生的热带气旋遭受严重破坏。但热带风暴奥德特于12月穿越多明尼加共和国，直接导致8人死亡，还间接致使2人遇难。这场风暴还令上千户民居受损或被毁，香蕉作物因暴雨而受重创。
全季共有6个热带气旋沿美国海岸登陆，其中两个登陆时有飓风强度。首先是飓风克劳德特于7月在德克萨斯州东南部局部地区造成严重破坏。据报道，该州有两人死亡，此外风暴前身产生的大浪还间接导致佛罗里达州1人丧生。9月，飓风伊莎贝尔在北卡罗莱纳州到加拿大南部之间的广大地区造成重大破坏，还致使多人伤亡。弗吉尼亚州受灾最为严重，损失数额创下该州历史新高，总额达18.5亿美元（2003年美元，相当于如今的30.6億美元），还有32人丧生，其中10人属飓风直接导致。北卡罗莱纳州、马里兰州、宾夕法尼亚州、纽约州、和该国首都哥伦比亚特区的损失都突破1亿美元，美国的7个州和加拿大的1个省都因飓风伊莎贝尔导致人员遇难，共有约600万人因这场风暴而失去电力供应。

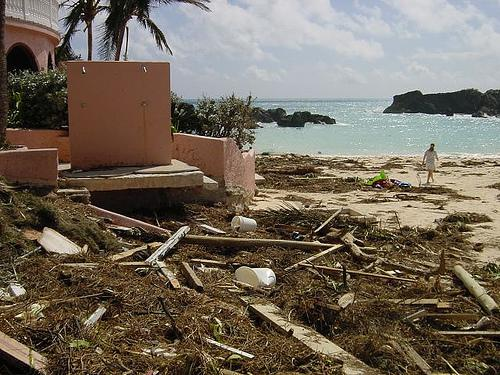
飓风费边造成的破坏

本季有多个气旋影响百慕大，其中又以飓风费边引起的后果最为严重。风暴经过该岛造成的损失数额创下新纪录，并且也是继1926年的一场飓风以来首次有风暴导致当地人员丧生。。飓风产生强烈的海浪和风暴潮，将圣乔治斯堂区和圣大卫岛之间堤道上的两辆车冲入卡斯特港（Castle Harbour），车上4人全部遇难。整场飓风一共造成了价值3亿美元（2003年美元，相当于如今的4.97億美元）的破坏。
飓风胡安被视为加拿大新斯舍科哈利法克斯历史上最具破坏性的自然灾害之一，风暴产生的狂风吹倒了成千上万的树木，高度创纪录的风暴潮淹没了该市许多低洼地区。这场飓风一共夺走了8人的生命，引起的破坏估计价值达1.5亿美元（2003年美元，相当于如今的2.48億美元）。
2003年大西洋飓风季无论是在正式开始前还是结束后都有风暴形成，截至2014年，这种情况还只出现过4次，另外3次分别是1887、1953和2007年。热带风暴彼得于12月7日形成，令本季成为1887年以来第一个在12月发展出两场风暴的大西洋飓风季。从热带风暴安娜成形到热带风暴彼得消散，整个飓风季的时间跨度长达235天，是继1952年以来持续时间最长的大西洋飓风季。除此以外，本季也是有纪录以来第8活跃的大西洋飓风季，仅次于2005、1933、2011、2010、1995、1887、1969和2012年大西洋飓风季，与1936和2008年并列。

## 季节影响
以下表格中列出了2003年大西洋飓风季形成的所有风暴，其中包括其存在周期、名称、影响区域、损失数额和死亡人数。死亡人数栏内括弧中的数字表示间接导致的死亡人数，例如因风暴导致的交通事故丧生就属于间接死亡。所有损失和死亡人数包括风暴处于温带气旋、低气压或是东风波时期，损失数额单位为2003年美元。
| 萨菲尔-辛普森飓风风力等级 |    |    |    |    |    |    |
| TD                        | TS | C1 | C2 | C3 | C4 | C5 |

| 風暴名稱     | 持續日期          | 最高強度   | 持續風速      | 氣壓                      | 影響地區                                 | 損失 （美元） | 死亡人數 | 來源                 |
| ------------ | ----------------- | ---------- | ------------- | ------------------------- | ---------------------------------------- | ------------- | -------- | -------------------- |
| 安娜         | 4月20至24日       | 热带风暴   | 每小时95公里  | 994毫巴（29.36英寸汞柱）  | 百慕大、佛罗里达州                       | 无            | 2        | [ 10 ]               |
| 二           | 6月11至12日       | 热带低气压 | 每小时55公里  | 1008毫巴（29.77英寸汞柱） | 无                                       | 无            | 无       | [ 13 ]               |
| 比尔         | 6月28日至7月2日   | 热带风暴   | 每小时95公里  | 997毫巴（29.4英寸汞柱）   | 路易斯安那州                             | $5050萬       | 4        | [ 14 ]               |
| 克劳德特     | 7月8至17日        | 一级飓风   | 每小时140公里 | 979毫巴（28.9英寸汞柱）   | 尤卡坦半岛、德克萨斯州                   | $1.81億       | 3        | [ 15 ]               |
| 丹尼         | 7月16至21日       | 一级飓风   | 每小时120公里 | 1000毫巴（29.53英寸汞柱） | 无                                       | 无            | 无       | [ 16 ]               |
| 六           | 7月19至21日       | 热带低气压 | 每小时55公里  | 1010毫巴（29.83英寸汞柱） | 无                                       | 无            | 无       | [ 17 ]               |
| 七           | 7月25至27日       | 热带低气压 | 每小时55公里  | 1016毫巴（30英寸汞柱）    | 喬治亞州                                 | 无            | 无       | [ 19 ]               |
| 埃里卡       | 8月14至17日       | 一级飓风   | 每小时120公里 | 988毫巴（29.18英寸汞柱）  | 墨西哥                                   | $10萬         | 2        | [ 20 ]               |
| 九           | 8月21至22日       | 热带低气压 | 每小时55公里  | 1007毫巴（29.74英寸汞柱） | 小安的列斯群岛、波多黎各、多明尼加共和国 | $2萬          | 无       | [ 21 ]               |
| 费边         | 8月25日至9月8日   | 四级飓风   | 每小时230公里 | 939毫巴（27.73英寸汞柱）  | 百慕大                                   | $3億          | 8        | [ 46 ] [ 23 ]        |
| 格雷斯       | 8月30日至9月2日   | 热带风暴   | 每小时64公里  | 1007毫巴（29.74英寸汞柱） | 德克萨斯州                               | $10萬         | 无       | [ 24 ]               |
| 亨利         | 9月3至8日         | 热带风暴   | 每小时95公里  | 997毫巴（29.4英寸汞柱）   | 佛罗里达州                               | $2060萬       | 无       | [ 25 ]               |
| 伊莎贝尔     | 9月6至20日        | 五级飓风   | 每小时270公里 | 915毫巴（27.02英寸汞柱）  | 大安的列斯群岛、巴哈马、美国东部、安大略 | $53.7億       | 50       | [ 47 ] [ 46 ] [ 28 ] |
| 十四         | 9月8至10日        | 热带低气压 | 每小时55公里  | 1007毫巴（29.74英寸汞柱） | 无                                       | 无            | 无       | [ 29 ]               |
| 胡安         | 9月24至29日       | 二级飓风   | 每小时170公里 | 969毫巴（28.61英寸汞柱）  | 加拿大大西洋省份                         | $2億          | 5        | [ 46 ] [ 48 ] [ 30 ] |
| 凯特         | 9月25日至10月7日  | 三级飓风   | 每小时205公里 | 952毫巴（28.11英寸汞柱）  | 无                                       | 无            | 无       | [ 32 ]               |
| 拉里         | 10月1至6日        | 热带风暴   | 每小时100公里 | 993毫巴（29.33英寸汞柱）  | 墨西部东部和东南部                       | 5360萬        | 5        | [ 33 ]               |
| 明迪         | 10月10至14日      | 热带风暴   | 每小时72公里  | 1002毫巴（29.59英寸汞柱） | 伊斯帕尼奥拉岛、波多黎各                 | $5萬          | 无       | [ 34 ]               |
| 尼古拉斯     | 10月13至23日      | 热带风暴   | 每小时115公里 | 990百帕（29.24英寸汞柱）  | 无                                       | 无            | 无       | [ 35 ]               |
| 奥德特       | 12月4至7日        | 热带风暴   | 每小时100公里 | 993毫巴（29.33英寸汞柱）  | 伊斯帕尼奥拉岛                           | $800萬        | 8        | [ 46 ] [ 49 ] [ 37 ] |
| 彼得         | 12月7至11日       | 热带风暴   | 每小时115公里 | 990毫巴（29.24英寸汞柱）  | 无                                       | 无            | 无       | [ 46 ] [ 39 ]        |
| 季節總結     |                   |            |               |                           |                                          |               |          |                      |
| 21个天气系统 | 4月21日至12月11日 |            | 每小时270公里 | 915毫巴（27.02英寸汞柱）  |                                          | $44亿         | 48（44） |                      |

## 风暴名称
以下名单中列出的是2003年用来给北大西洋热带气旋命名的名称，所有没有退役的名称会在2009年再度使用。名单与1997年大西洋颶風季基本相同，“拉里”（Larry）、“明迪”（Mindy）、“尼古拉斯”（Nicholas）、“奥德特”（Odette）和“彼得”（Peter）都是首次用来给风暴命名。“安娜”（Ana）是全部6个轮换命名名单中第一个已是第5次使用的名称，安娜和“克劳德特”（Claudette）都曾在1979、1985、1991、1997、2003和2009年使用，并且2015年已经形成以安娜命名的风暴。列表中没有命名的名称会以灰色显示。
|  |  | - Rose（未用） - Sam（未用） - Teresa（未用） - Victor（未用） - Wanda（未用） |

### 退役
2004春，世界气象组织将本季使用过的3个名字退役，分别是“费边”（Fabian）、“伊莎贝尔”（Isabel）和“胡安”（Juan），分别用“弗雷德”（Fred）、“艾达”（Ida）和“华金”（Joaquin）取代。